# Пирес, Фелипе
Фели́пе Аугу́сто Родри́гес Пи́рес (порт.-браз. Felipe Augusto Rodrigues Pires; род. 18 апреля 1995, Сан-Паулу) — бразильский футболист, полузащитник кутаисского «Торпедо».

## Клубная карьера

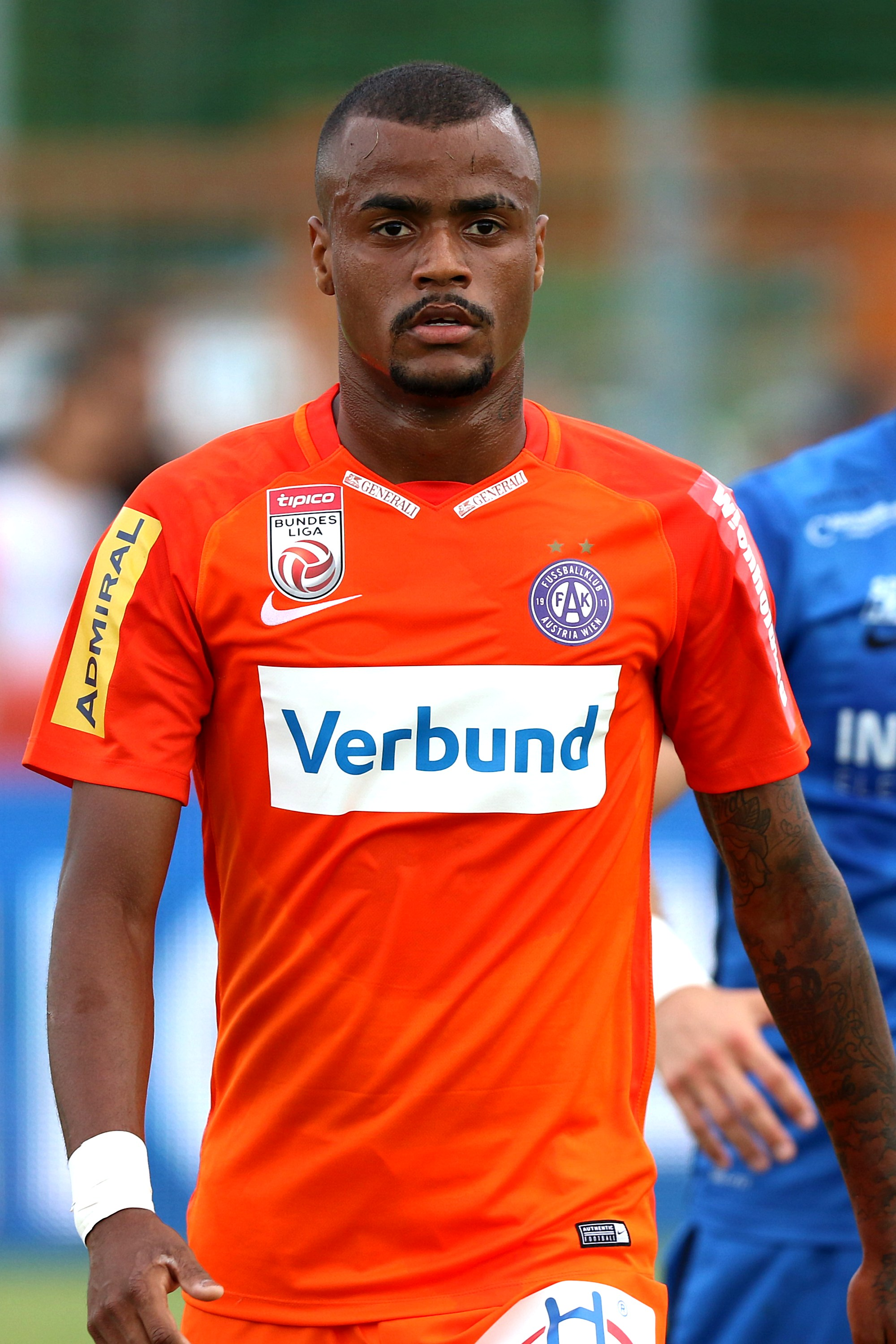
Пирес в составе «Аустрии»

Пирес — воспитанник клуба «Ред Булл Бразил». В 2014 году он перешёл в немецкий аналог «РБ Лейпциг». Летом 2014 года Фелипе подписал контракт с австрийским «Ред Булл Зальцбург», но для получения игровой практики начал выступать за дублёров из «Лиферинга». 18 июля в матче против «Хартберга» он дебютировал в Первой лиге Австрии. В начале 2015 года Пирес был включён в заявку основной команды. 22 февраля 2015 года в матче против «Рида» он дебютировал в австрийской Бундеслиге. В этом же поединке Фелипе забил свой первый гол за «Ред Булл Зальцбург». В своём дебютном сезоне он стал чемпионом и обладателем Кубка Австрии.
Летом 2015 года Пирес перешёл в «Хоффенхайм» и сразу же был отдан в аренду во «Франкфурт». 30 августа в матче против «Санкт-Паули» он дебютировал во Второй Бундеслиге. 22 ноября в поединке против «Кайзерслаутерна» Фелипе забил свой первый гол за «Франкфурт».
Летом 2016 года Пирес на правах аренды присоединился к венской «Аустрии». 24 июля в матче против «Санкт-Пёльтена» он дебютировал за новую команду. 18 февраля 2017 года в поединке против «Штурма» Фелипе забил свой первый гол за «Аустрию». Летом аренда была продлена. В 2018 году Пирес вернулся в «Хоффенхайм».
В марте 2022 года до конца сезона 2021/22 был арендован нидерландским клубом АДО Ден Хааг. 8 апреля дебютировал в Эрстедивизи в матче против «Хелмонд Спорта».

## Достижения

### Командные
«Лиферинг»
- Победитель Второй лиги Австрии: 2014/15

«Ред Булл» (Зальцбург)
- Чемпион Австрии: 2014/2015
- Обладатель Кубка Австрии: 2014/2015